# Relations entre l'Autriche et la Serbie
Les relations entre l'Autriche et la Serbie sont les relations bilatérales de l'Autriche et de la Serbie, incluant leurs États prédécesseurs. Alors que l'Autriche est membre de l'Union européenne depuis 1995, la Serbie n'en est que candidat officiel.

## Histoire des relations

### Première Guerre mondiale
Le 23 juillet 1914, l'ambassadeur austro-hongrois en poste à Belgrade remet un ultimatum au ministre serbe des Finances, seul membre du gouvernement royal présent dans la capitale ce jour-là. Rédigé avec le plus grand soin par un diplomate viennois, le baron Musulin von Gomirje, il constitue la réponse austro-hongroise à l'assassinat de l'archiduc François-Ferdinand, héritier des couronnes d'Autriche et de Hongrie, le 28 juin de la même année à Sarajevo. Cette réponse, tardive, est le fruit d'un accord entre l'Autriche-Hongrie et son principal allié, l'Empire allemand, obtenu par les Austro-Hongrois dès le 7 juillet.
Le samedi 25 juillet, dans la matinée, à quelques heures de l'expiration de l'ultimatum, le cabinet serbe se réunit afin de rédiger la réponse du gouvernement de Belgrade à la note austro-hongroise. Cette réponse est remise à Wladimir Giesl, l'ambassadeur austro-hongrois en poste à Belgrade par le président du conseil serbe, Nikola Pašić, le soir même peu avant 18 h, quelques minutes avant l'expiration du délai fixé par les auteurs de la note austro-hongroise contenant l'ultimatum. La note serbe officiellement remise, l'ambassadeur autrichien en prend rapidement connaissance et signifie au premier ministre serbe la rupture des relations diplomatiques entre la double monarchie et le royaume de Serbie.
L'ambassadeur austro-hongrois, ayant pris ses dispositions, quitte Belgrade à 18 h. Quelques jours plus tard, le 28 juillet, la déclaration de guerre de la double monarchie au royaume de Serbie est signée par l'empereur François-Joseph,, : c'est le début de la Première Guerre mondiale.